# Typhlocyba rubriocellata
Typhlocyba rubriocellata är en insektsart som beskrevs av Malloch 1920. Typhlocyba rubriocellata ingår i släktet Typhlocyba och familjen dvärgstritar. Utöver nominatformen finns också underarten T. r. clara.